# Cañón del río Fish

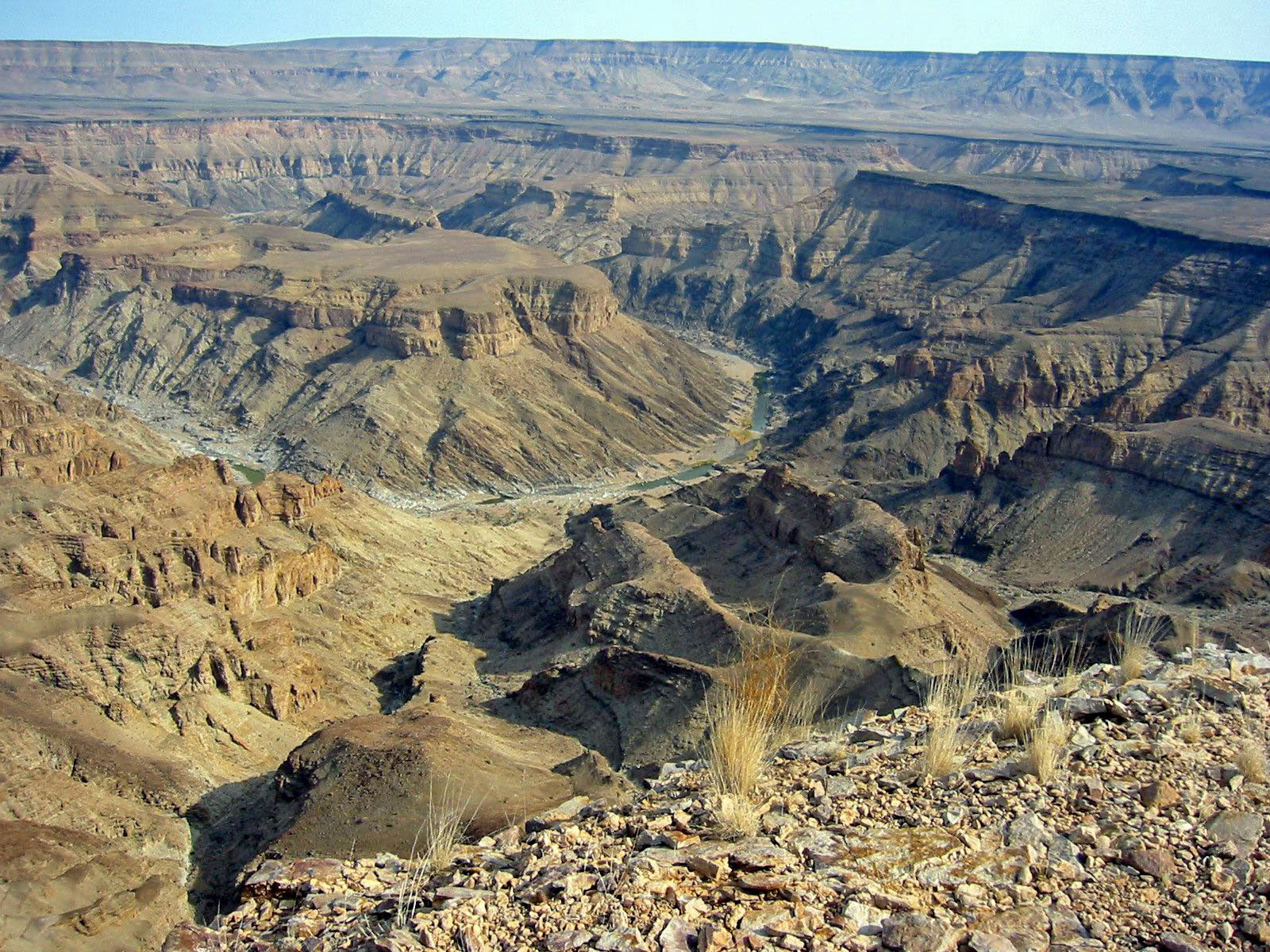
Cañón del río Fish.

El cañón del río Fish (en alemán Fischfluss-Canyon) está situado en Namibia. Es uno de los cañones más largos del mundo (con certeza, el más grande de África), así como la segunda atracción turística más visitada en Namibia. 
Presenta un barranco de 160 kilómetros de largo, 27 kilómetros de ancho y profundidades de 550 metros en algunos lugares. Ha sido erosionado durante el curso de 650 millones de años por las fuerzas del agua, del viento, de la gravedad y de los movimientos de la tierra. 
El río Fish es el río interior más largo de Namibia, pero su flujo en el presente es modesto comparado con el volumen de agua que vertió en el transcurso de épocas pasadas. Corta la meseta que es hoy seca, pedregosa y escasamente cubierta con plantas resistentes a la sequía.
Forma parte del Parque transfronterizo de ǀAi-ǀAis/Richtersveld, que es una combinación del parque nacional de Richtersveld, de Sudáfrica, y del Ai-Ais, de Namibia.
Geología
Imagen satelital del cañón.
Vista panorámica del cañón del río Fish
El cañón del río Fish consta de un cañón superior, donde la erosión del río fue inhibida por duros lechos de gneis, y un cañón inferior formado después de que la erosión finalmente había desgastado las rocas metamórficas sólidas. Ambas partes han sido declaradas monumento nacional en 1962.